# Jerwin Ancajas

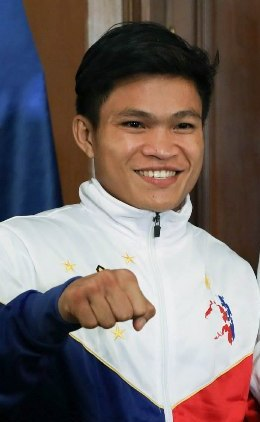
Jerwin Ancajas, 2017

Jerwin Ancajas (* 1. Januar 1992 in Panabo, Davao del Norte, Philippinen, als Jerwin Juntilla Ancajas) ist ein philippinischer Boxer im Superfliegengewicht.

## Profikarriere
Im Jahre 2009 begann Ancajas erfolgreich seine Profikarriere. Anfang September 2016 boxte er gegen McJoe Arroyo um den Weltmeistertitel des Verbandes IBF und gewann durch einstimmige Punktrichterentscheidung (118:109, 115:112, 117:110).